# Port lotniczy Fortaleza
Port lotniczy Fortaleza (IATA: FOR, ICAO: SBFZ) – międzynarodowy port lotniczy położony w Fortaleza, w stanie Ceará, w Brazylii. Obsługuje krajowy i międzynarodowy ruchu lotniczym miasta Fortaleza.
W 2008 obsłużył 3 456 791 pasażerów i był 11 portem lotniczym co do wielkości w Brazylii.

## Linie lotnicze i połączenia
- Air France (Paris)
- Azul Linhas Aéreas Brasileiras (Campinas-Viracopos)
- Gol Transportes Aéreos (Belém, Brasília, Kurytyba, Juazeiro do Norte, Manaus, Natal, Recife, Rio de Janeiro-Galeão, Salvador da Bahia, São Luiz, São Paulo-Guarulhos, Teresina)
- KLM (Amsterdam)
- Cabo Verde Airlines (Sal)
- LATAM Linhas Aéreas (Brasília, Natal, Recife, Salvador da Bahia, São Luiz, São Paulo-Congonhas, São Paulo-Guarulhos, Teresina)
- TAP Air Portugal (Lizbona)

## Foto's

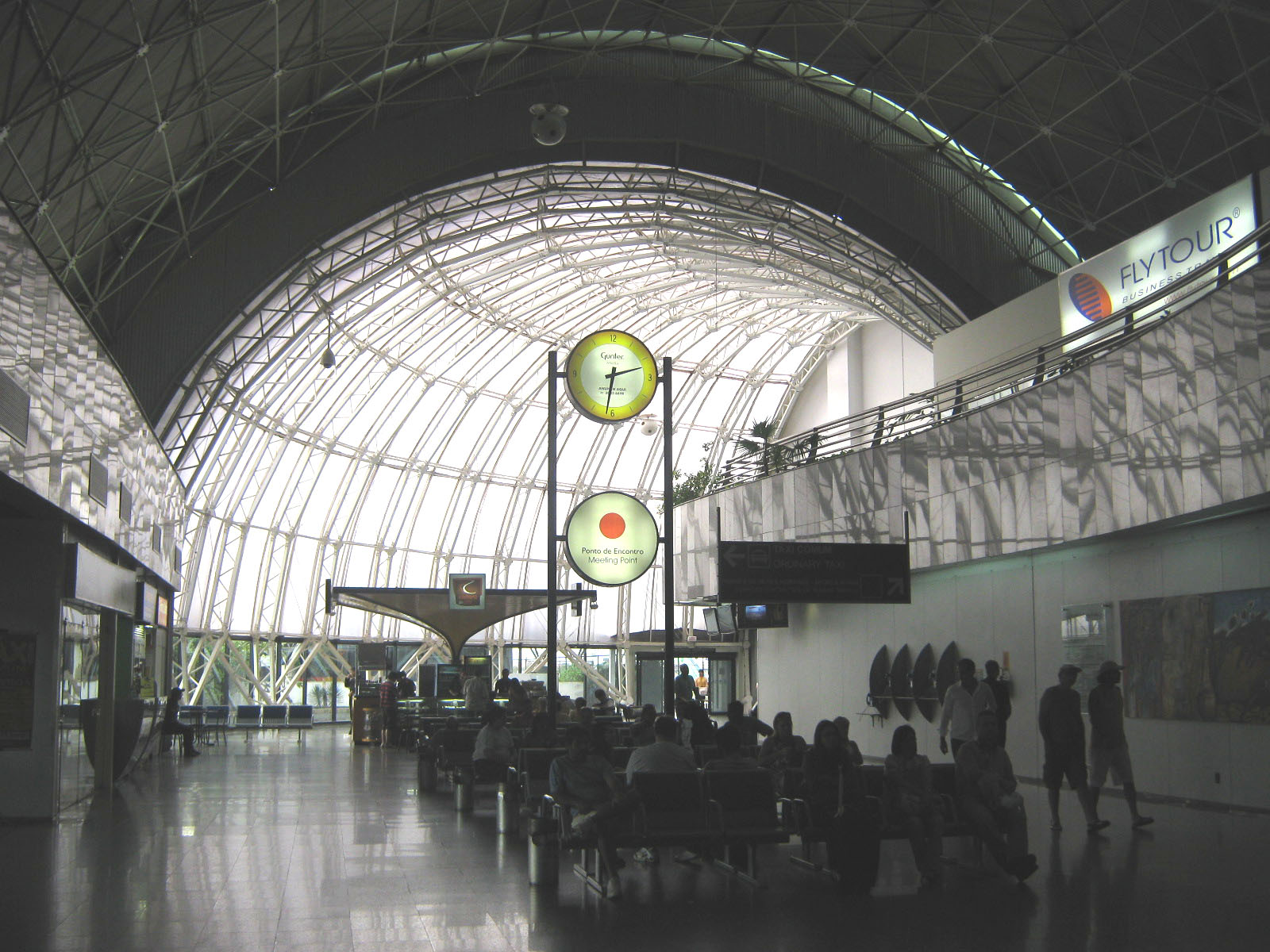
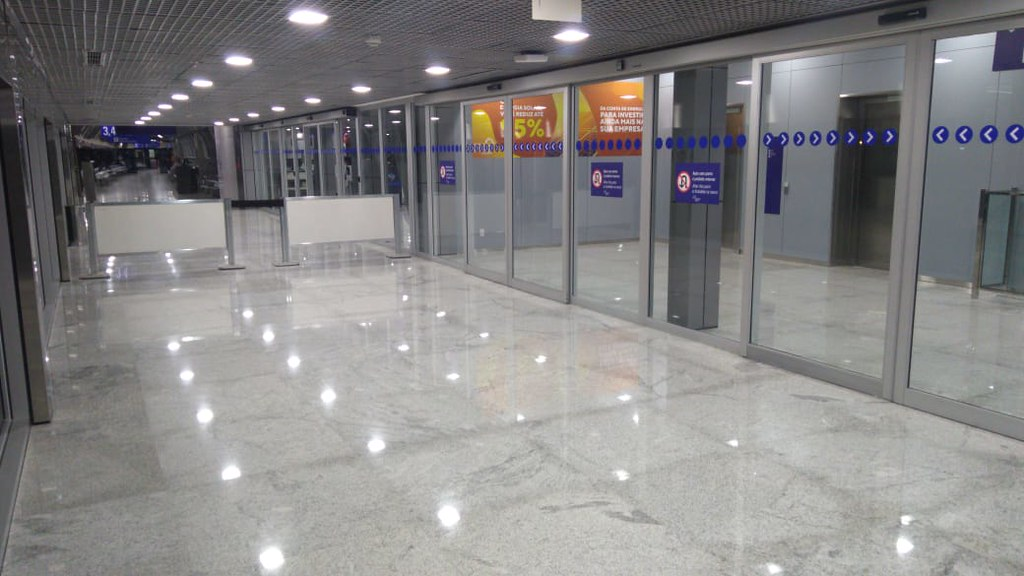
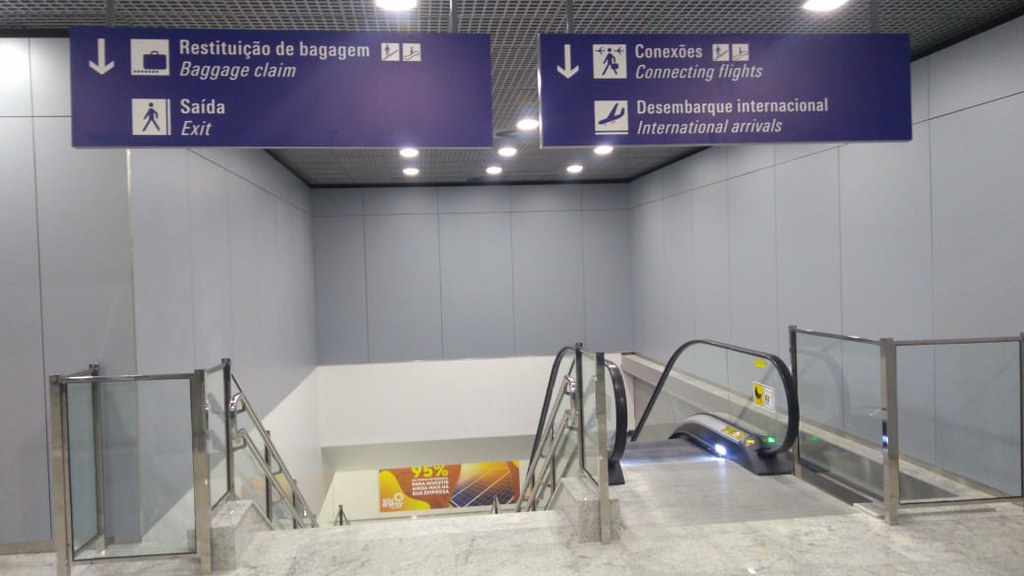
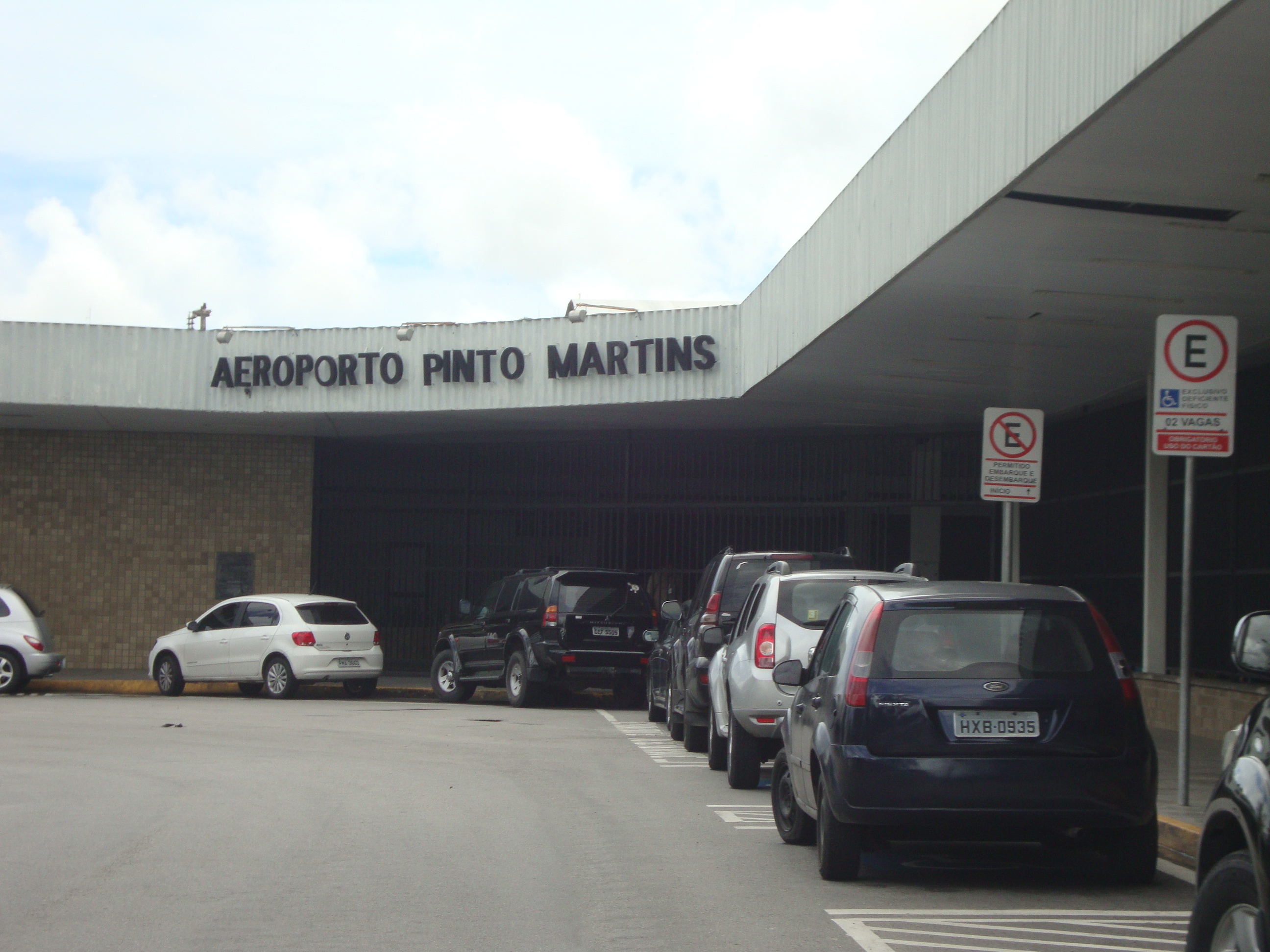
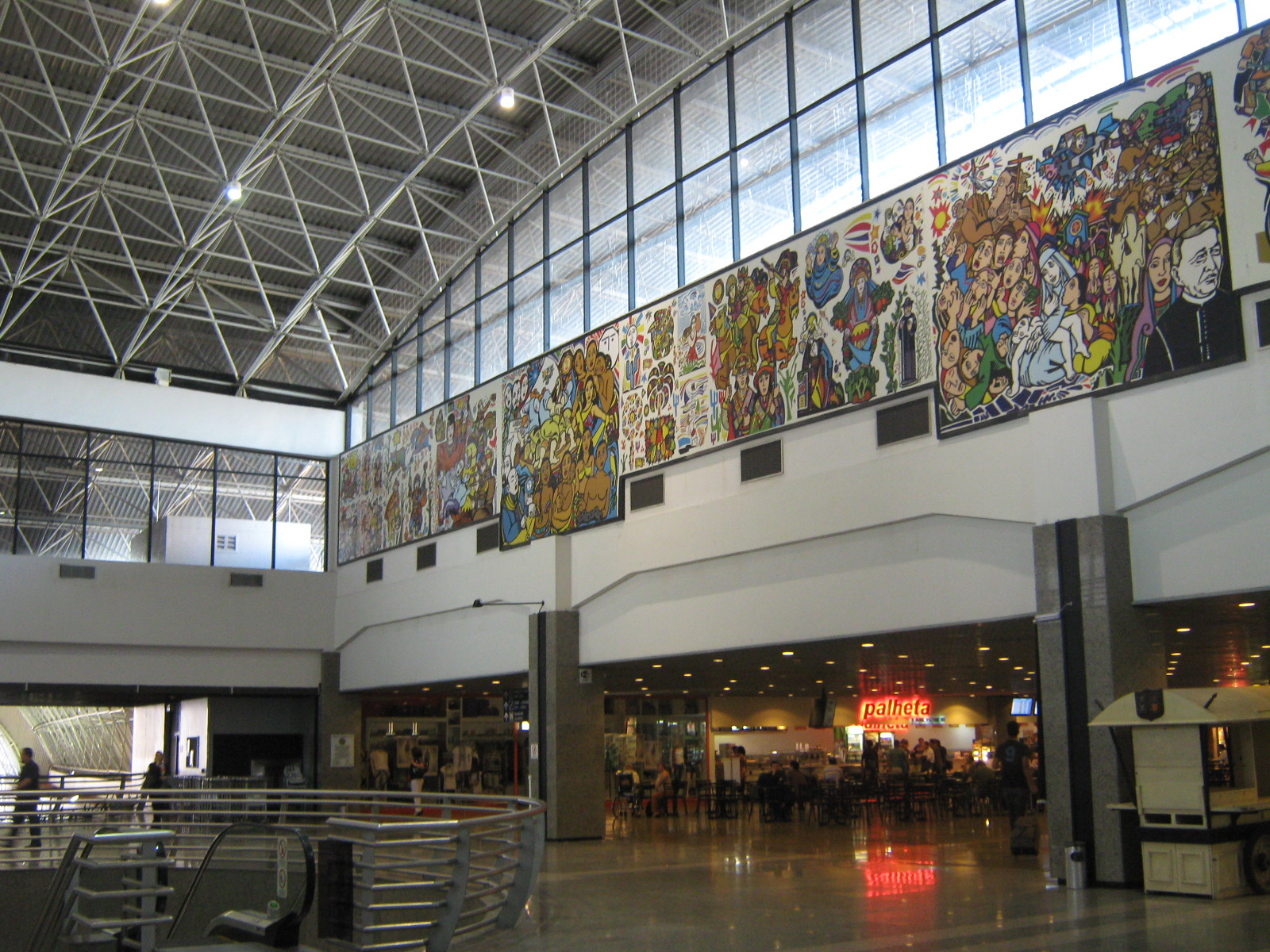
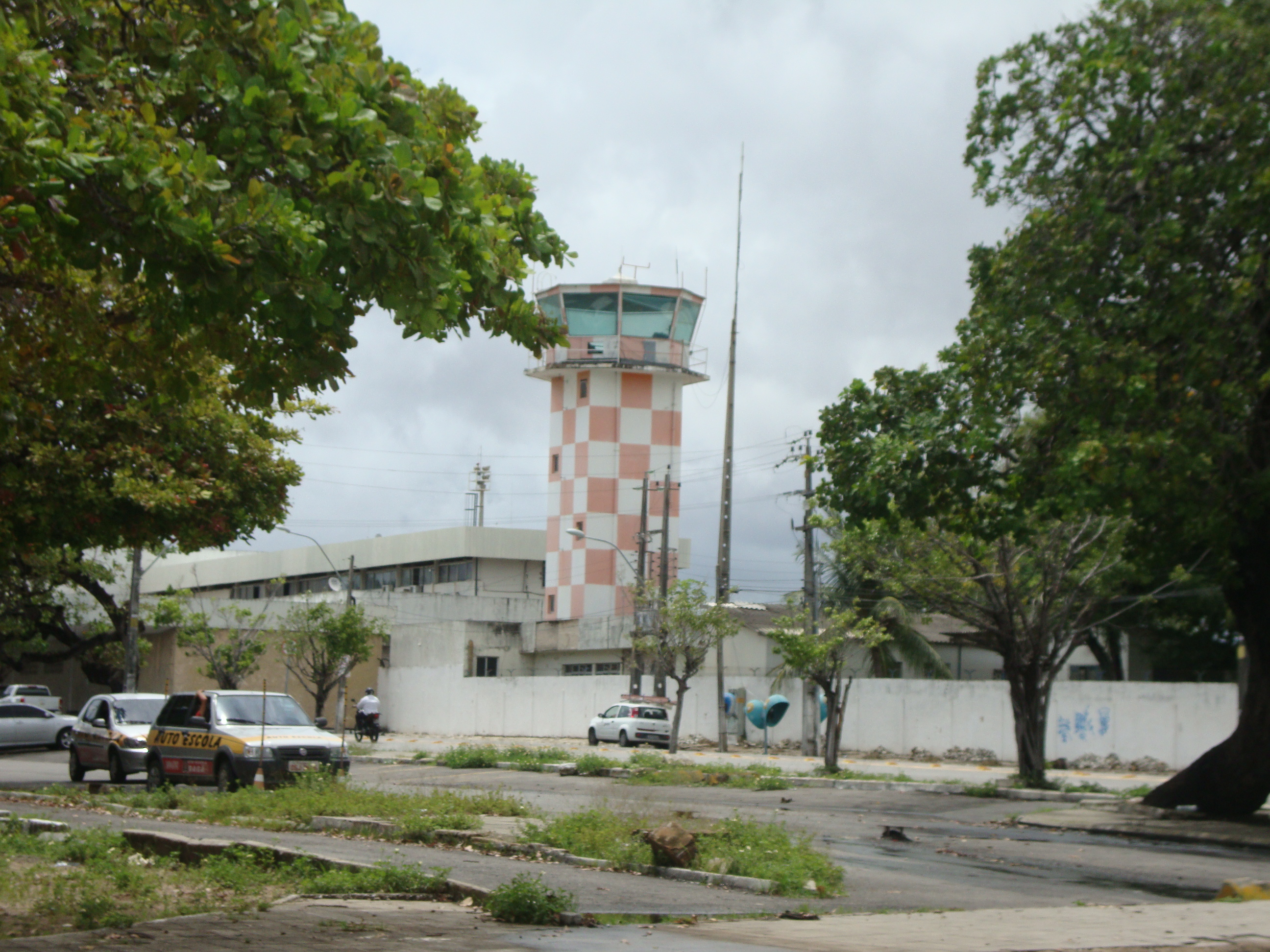
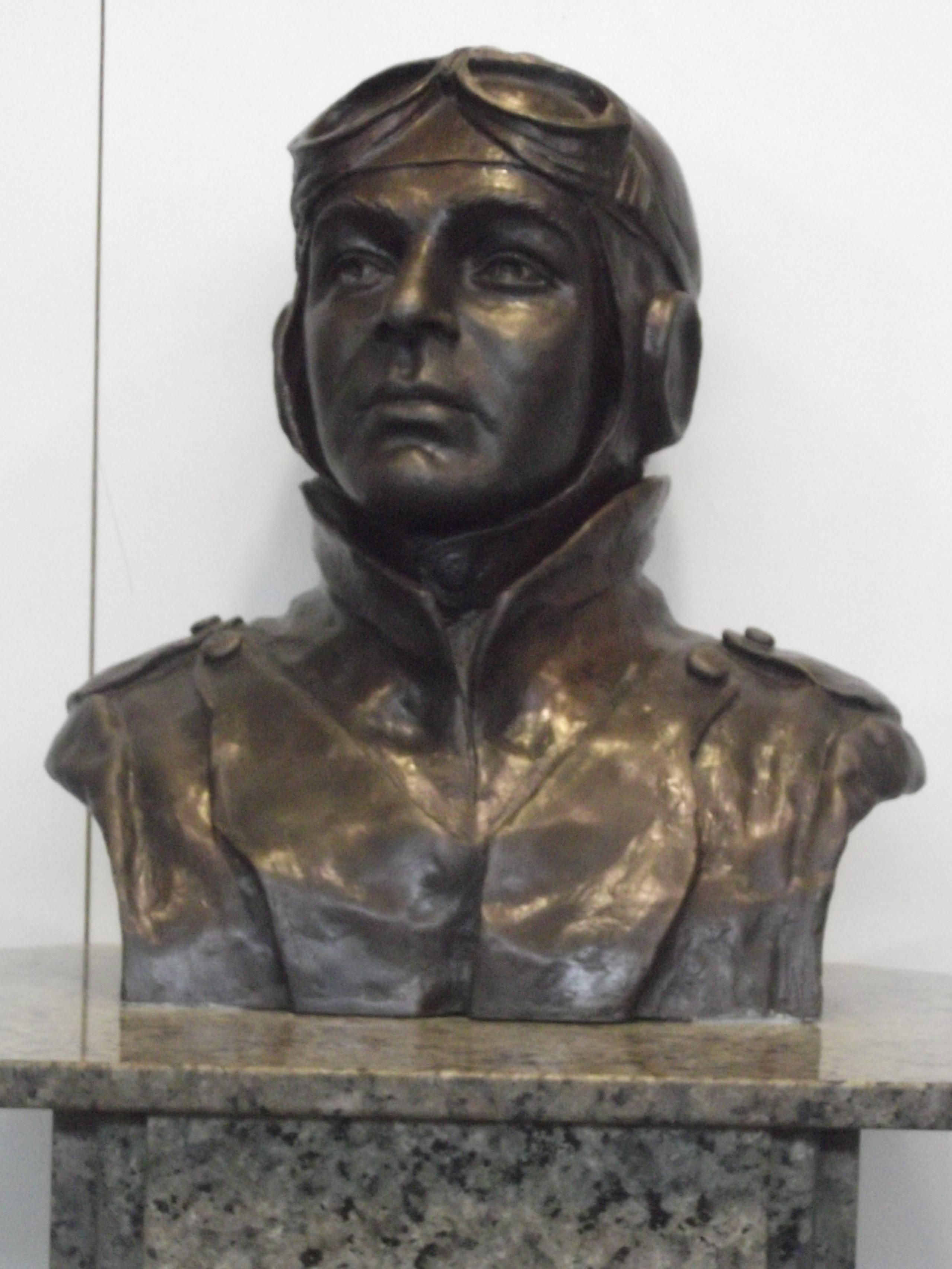
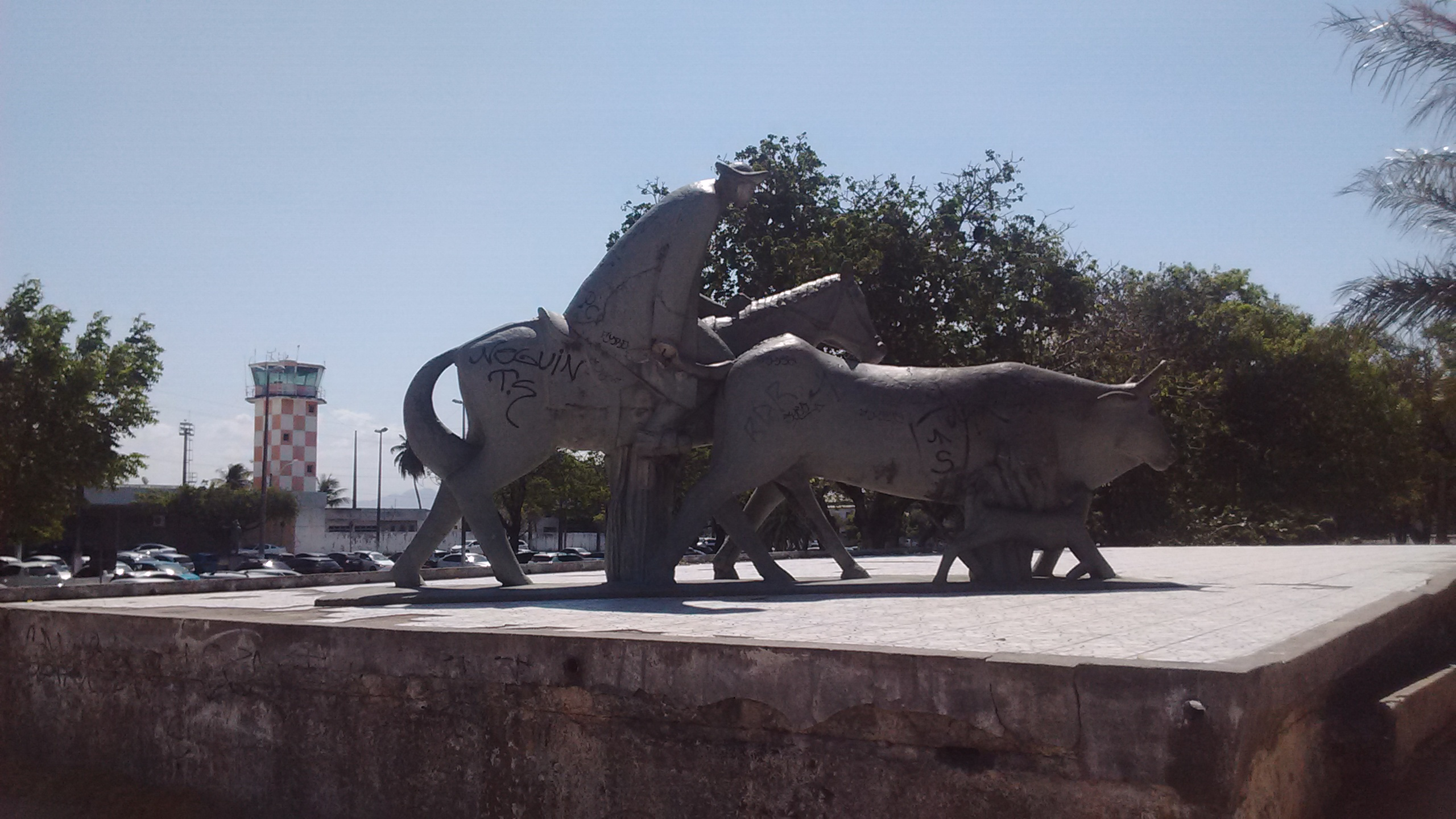